# Ceratocilia
Ceratocilia là một chi bướm đêm thuộc họ Crambidae.